# 小池水音
小池 水音（こいけ みずね、1991年 - ）は、日本の小説家。東京都生まれ。慶應義塾大学総合政策学部卒業。ライフスタイル誌の編集者として働きながら作家活動する。

## 経歴
2020年、「わからないままで」で第52回新潮新人賞を受賞してデビュー。
2023年、「息」で第36回三島由紀夫賞候補、同作を表題作とする初の単行本『息』で第45回野間文芸新人賞候補に選ばれる。2025年、「あなたの名」で第38回三島由紀夫賞候補、『あのころの僕は』で第13回河合隼雄物語賞を受賞。

## 単行本
- 『息』（新潮社、2023年5月）
  - 息 - 『新潮』2022年10月号
  - わからないままで - 『新潮』2020年11月号
- 『小説 こんにちは、母さん』（講談社文庫、2023年7月）
  - 映画『こんにちは、母さん』のノベライズ。
- 『あのころの僕は』（集英社、2024年9月）
  - 初出:『すばる』2024年3月号
- 『あなたの名』（新潮社、2025年7月）
  - あなたの名 - 『新潮』2024年12月号
  - 二度目の海 - 『新潮』2024年6月号

## アンソロジー収録
- 「月の砂漠」 - 『ベスト・エッセイ2022』（光村図書出版、2022年8月）
  - 初出:『すばる』2021年2月号

## 単行本未収録作品

### 小説
- 「アンド・ソングス」 - 『新潮』2021年12月号
- 「消えるのはあたりまえ」（掌編） - 『TVガイドAlpha』2024年4月13日号

### エッセイ
- 「サーモンフライ」[5] - 『群像』2022年2月号
- 「身体を記す 私たちの喉」 - 『文學界』2024年8月号
- 「世界と片手をつなぐこと」 - 『文藝』2024年秋季号
- 「本の名刺 あのころの僕は」 - 『群像』2025年1月号
- 「べつの眼差し――『Black Box Diaries』を見て」 - 『文學界』2025年6月号

### 書評
- 「影の模様」（カズオ・イシグロ『クララとお日さま』） - 『新潮』2021年7月号
- 「眼差し 『夜が明ける』西加奈子」[6] - 『新潮』2022年2月号
- 「そのようにしか語りえなかった声」（ローベルト・ゼーターラー『野原』）[7] - 『波』2022年11月号
- 「十字架のありか――池澤夏樹『また会う日まで』を読む」 - 『新潮』2023年7月号
- 「最後で最新の小説。」（ 田中慎弥『流れる島と海の怪物』）[8] - 『群像』2023年12月号
- 「私の書棚の現在地」
  - 「想像の誘惑」（オスタップ・スリヴィンスキー『戦争語彙集』） - 『新潮』2024年4月号
  - 「心の鏡と仕分け箱」（チャールズ・ブコウスキー『勝手に生きろ！（新装版）』） - 『新潮』2024年8月号
  - 「誰もに息づくなにかの実在」（藤田壮眞『わたしは、あなたとわたしの区別がつかない』） - 『新潮』2024年11月号
  - 「「A」の微振動」（ジャン・アメリー『老いについて 反乱と諦念』） - 『新潮』2025年2月号
  - 「休刊と閉園」（『母の友』最終号） - 『新潮』2025年5月号
  - 「スケッチからはじめる」（光嶋裕介『建築のはじまり 光嶋裕介の旅とスケッチ2007–2024』） - 『新潮』2025年8月号
- 「距離のもたらす遠さと近さ」（池澤夏樹『ノイエ・ハイマート』）[9] - 『波』2024年6月号
- 「そのカフェの景色を」（カーソン・マッカラーズ『哀しいカフェのバラード』） - 『文學界』2025年1月号
- 「物語について語るときに僕たちの語ること――町屋良平『生活』を読む」 - 『新潮』2025年9月号

### 対談
- 「なんでもいいよ、楽しければ。 対談 二階堂高嗣×小池水音」 - 『TVガイドAlpha』2024年4月13日号
- 「小池水音×又吉直樹 世界と自分のずれを描く」[10] - 『すばる』2024年12月号